# Wooburn
Wooburn is een civil parish in het bestuurlijke gebied Wycombe, in het Engelse graafschap Buckinghamshire. De plaats telt 10.792 inwoners.
De naam Wooburn komt uit het Anglo-Saxon en betekent walled stream, bemuurde stroom. Dit refereert aan de River Wye die door het dorpje loopt, en bij Bourne End in de Theems uitkomt. Omdat er in het dorpscentrum een groene weide is, wordt het vaak Wooburn Green genoemd. 

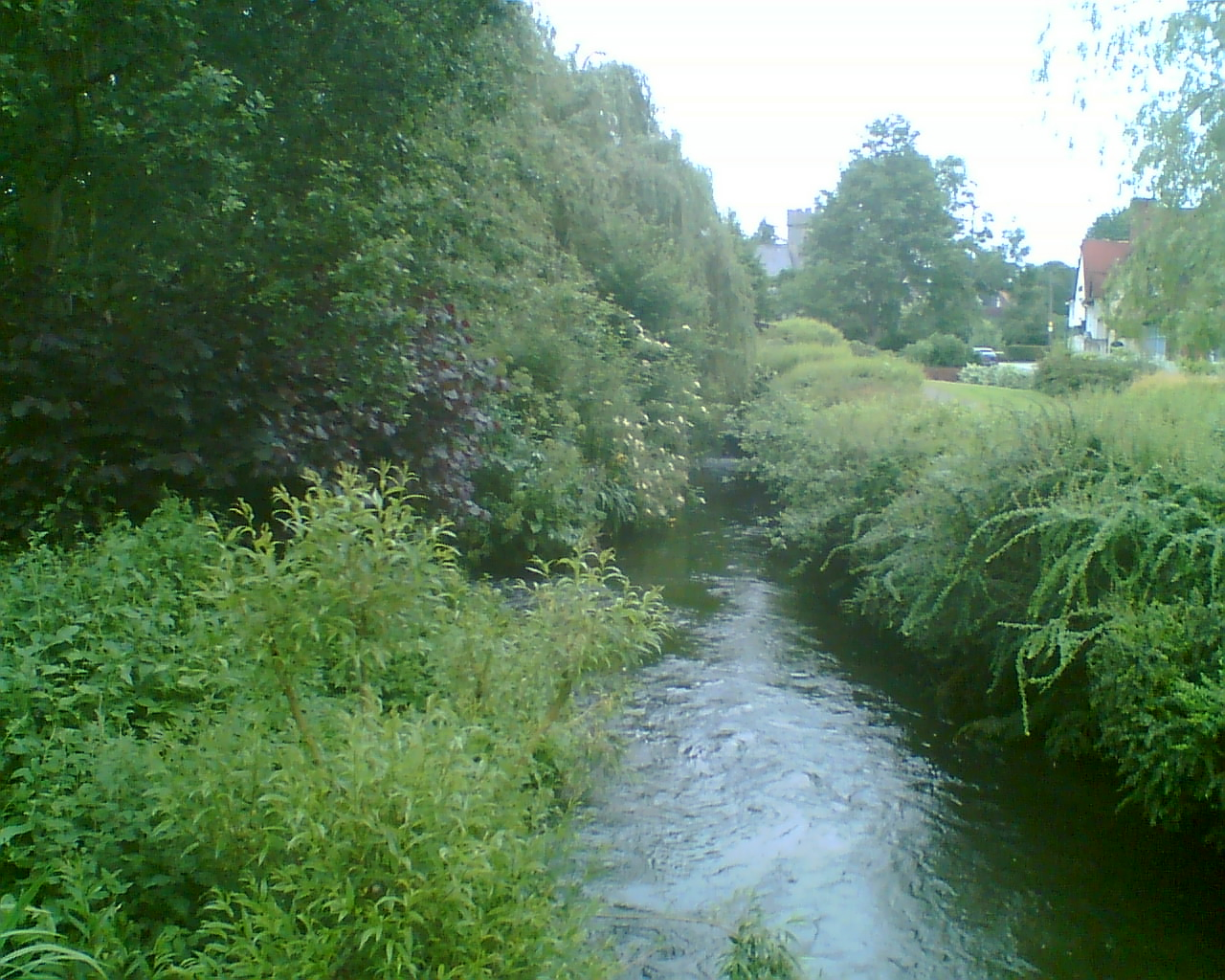
River Wye bij Wooburn Green